# Moondance (canción)
«Moondance» es una canción del músico norirlandés Van Morrison publicada como segundo tema del álbum de 1970 Moondance y como sencillo en 1977.
La canción se reproduce principalmente en formato acústico, con acompañamiento de piano, guitarra, saxofón y flauta en un suave estilo de jazz swing. El tema principal de la canción aborda el otoño, la estación favorita de Morrison.
"Moondance" quedó clasificada en el puesto 226 en la lista de las 500 mejores canciones de todos los tiempos elaborada por la revista musical Rolling Stone y es una de las 500 canciones que configuraron el rock and roll de acuerdo con el Salón de la Fama del Rock. Por otra parte, figura en el puesto 19 de la lista de las 885 mejores canciones de todos los tiempos elaborada por los oyentes de WXPN.
"Moondance" es la canción más frecuente en los conciertos de Morrison, siendo el único tema interpretado más de 1000 veces desde su publicación.

## Composición
Van Morrison comentó sobre su composición: "Con "Moondance" escribí primero la melodía. Toqué la melodía en un saxofón soprano y entonces supe que tenía una canción, por lo que escribí la letra para acompañar a la melodía. Ese es el modo en que la compuse. No tengo ninguna palabra en particular para describir la canción: sofisticado es probablemente la palabra que busco. Para mí, "Moondance" es una canción sofisticada. Frank Sinatra no estaría fuera de lugar cantándola".

## En los medios de comunicación
"Moondance" es una de las canciones relacionadas con la Luna usadas en la película de 1981 Un hombre lobo americano en Londres, en la escena donde David (interpretado por David Naughton) y su novia Alex (Jenny Agutter) mantienen relaciones sexuales. 
La canción también aparece en la película de 2007 August Rush, interpretada por Jonathan Rhys Meyers, con Robin Williams tocando la armónica.

## Aparición en otros álbumes, videos y DVD
- "Moondance" es una de las canciones interpretadas en 1979 en el primer video de Morrison, Van Morrison in Ireland, publicado dos años después.
- "Moondance" fue interpretado junto al tema "Fever" y publicado en el segundo video de Morrison, Van Morrison The Concert, publicado en 1990.
- En su versión original, "Moondance" aparece publicado en el álbum recopilatorio The Best of Van Morrison.
- Una versión junto a "My Funny Valentine" fue publicada en el álbum en directo de 1994 A Night in San Francisco.
- Una versión influenciada por el be-bop fue publicada en el álbum de 1996 How Long Has This Been Going On.
- En 2006, "Moondance" fue publicado en Live at Austin City Limits Festival.
- Una versión inédita y grabada en el Greek Theater en 1986 fue publicada en el álbum recopilatorio de 2007 Van Morrison at the Movies - Soundtrack Hits.
- Una versión en directo interpretada en el Ronnie Scott's Jazz Blub con Georgie Fame fue también incluida en el álbum recopilatorio de 2007 The Best of Van Morrison Volume 3.
- En 2007, una versión en directo fue incluida en el recopilatorio Still on Top - The Greatest Hits.

## Personal
- Van Morrison: guitarra y voz
- John Klingberg: bajo
- Jeff Labes: piano
- Gary Mallaber: batería
- John Platania: guitarra
- Jack Schroer: saxofón alto
- Collin Tilton: saxofón tenor y flauta

## Versiones
"Moondance" ha sido ampliamente versionada, frecuentemente de forma instrumental. La versión más reciente y la más popular fue interpretada por Michael Bublé en su álbum epónimo de 2003.
Sobre las versiones de "Moondance", el propio Morrison comentó: "Un buen número de gente ha grabado "Moondance". Hay versiones muy buenas como la de Bobby McFerrin. Me gusta también la versión de Grady Tate de hace unos años".